# Faro di Capo Henry
Il faro di Capo Henry è un faro situato all'estremità di Capo Henry, il lembo di terra che forma la parte meridionale dell'accesso alla baia di Chesapeake in Virginia.
Il faro originale, costruito nel 1792, era costituito da una torre in pietra rivestita in mattoni alta ventisette metri ed è stato il primo faro autorizzato dal governo degli Stati Uniti. Nel 1881 esso venne sostituito da un nuovo faro, più alto e potente, costruito circa 100 metri a nord est della torre originale. La nuova torre è stata realizzata in ghisa con un'altezza di cinquanta metri e la sua luce è visibile a diciannove miglia nautiche di distanza.

## Storia

### Il primo faro
Il primo faro a essere edificato nel territorio di quelli che oggi sono gli Stati Uniti d'America è stato la Luce di Boston, situato sulla rocciosa Little Brewster Island di fronte al porto di Boston, costruito inizialmente nel 1716, anche se la torre attuale risale al 1783. Il faro di Sandy Hook, situato sull'omonimo banco di sabbia del New Jersey, innalzato nel 1764, è invece il faro esistente più antico.
Il vecchio faro di Capo Henry è stato però il primo faro a essere autorizzato e finanziato dal governo degli Stati Uniti, dal momento che la sua costruzione venne approvata durante la prima seduta del Congresso nel 1789.

#### I primi tentativi

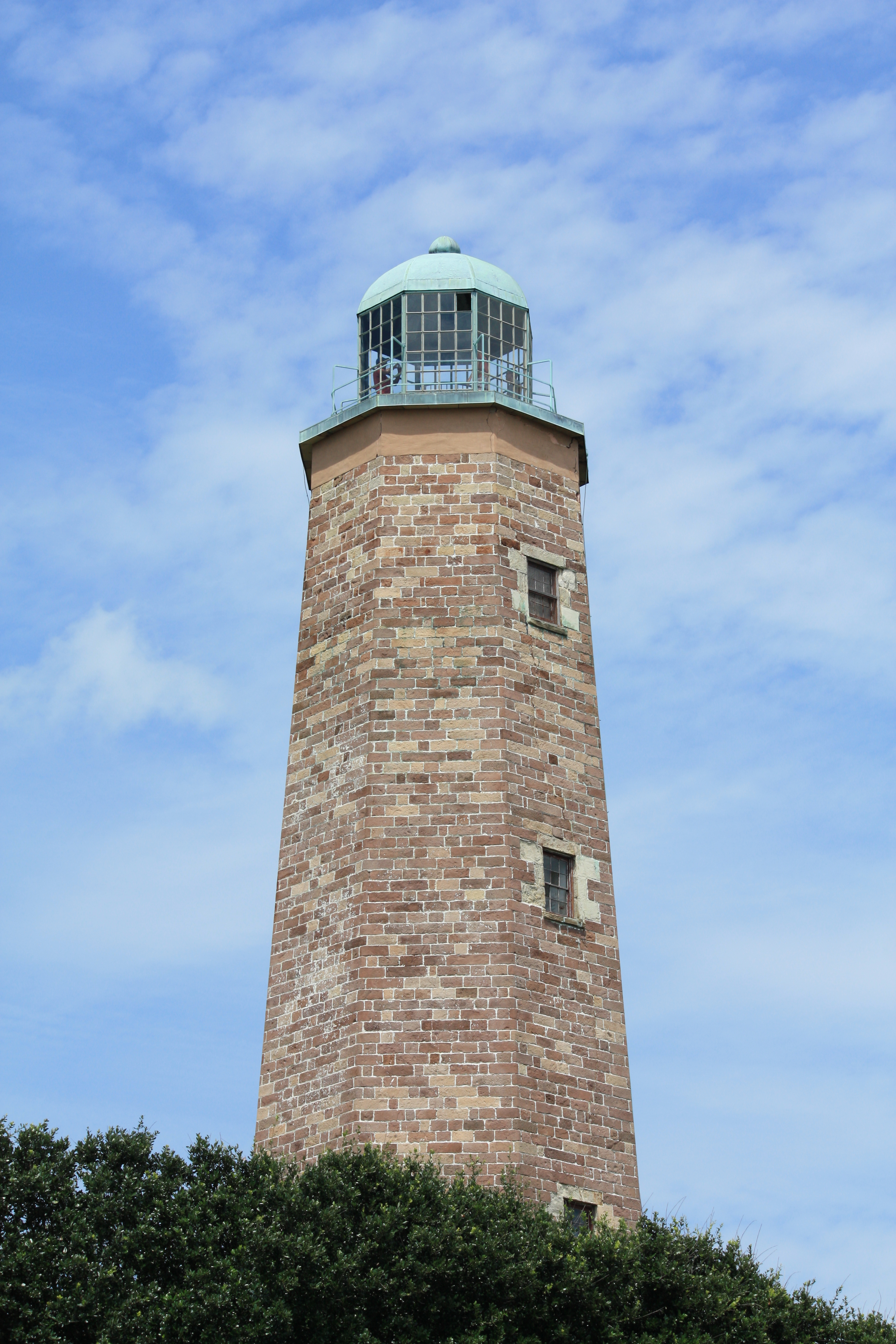
Il vecchio faro

Capo Henry si trova all'ingresso della baia di Chesapeake, e rappresenta un punto strategico fondamentale per l'accesso ai porti di Norfolk, Baltimora e Washington. Fin dagli inizi del XVIII secolo l'Assemblea della Colonia della Virginia valutò la possibilità di costruirvi un faro, chiedendo alle autorità del Maryland e britanniche di collaborare, ma ottenendo sempre un nulla di fatto. Per guidare nella navigazione notturna le navi di passaggio nello stretto venivano accesi dei fuochi temporanei, ma non di rado i pirati catturavano gli uomini di guardia ai fuochi e spostavano la loro posizione, portando così le navi a incagliarsi contro la costa, dove potevano essere facilmente depredate.
Visto il crescere del numero di naufragi, alcune persone tra cui il Vicegovernatore della Virginia Alexander Spotswood fecero pressioni affinché l'Assemblea prendesse seriamente una decisione, e nel 1720 fu deciso di costruire un faro, a patto di avere un contributo da parte della provincia del Maryland. L'inizio dei lavori fu però ostacolato dal Board of Trade britannico, che avrebbe dovuto dare il permesso di utilizzare parte dei dazi di spedizione delle navi per la costruzione. Solo nel 1758, grazie alle pressioni da parte dei commercianti di tabacco, il Board of Trade finalmente accettò la richiesta.
I lavori iniziarono nel 1772, con il supporto della provincia del Maryland; per prime furono costruite case e scuderie per gli operai che avrebbero dovuto innalzare la struttura e portare sul posto 4 000 tonnellate di pietra. Nel 1775, però, l'inizio della guerra d'indipendenza americana bloccò i lavori.

#### La costruzione

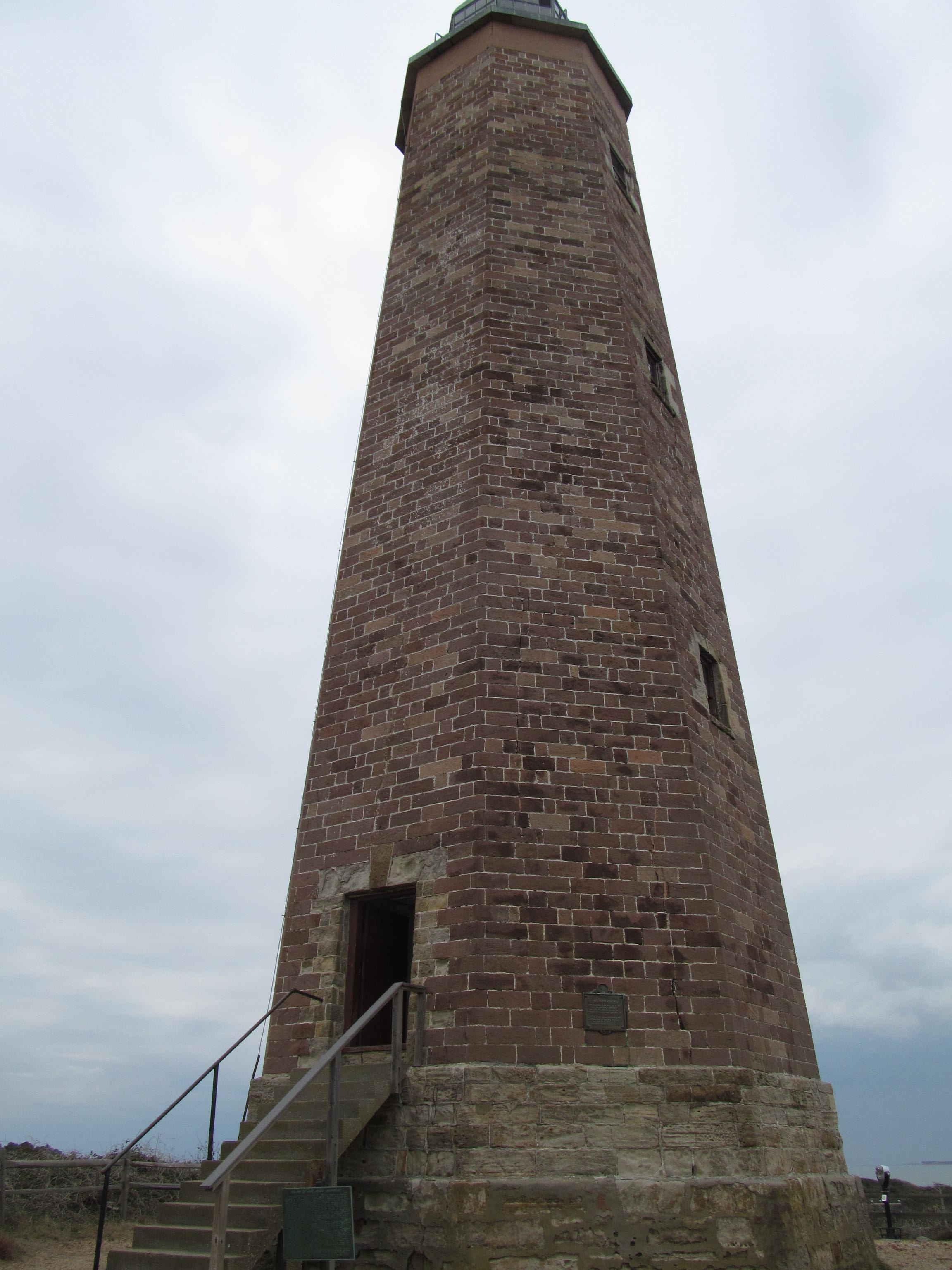
L'ingresso al vecchio faro come si presentava nel 2013

Durante la prima seduta del Congresso degli Stati Uniti, nel 1789, si stabilì che i fari del paese sarebbero stati sotto la giurisdizione del Dipartimento del Tesoro. Con lo stesso atto venne deciso di costruire il faro di Capo Henry, che per questo motivo è considerato il primo faro autorizzato e finanziato dal governo degli Stati Uniti. Lo stesso presidente George Washington si interessò dei lavori, e nel 1790 annotò sul proprio diario di aver parlato con l'allora Ministro del Tesoro Alexander Hamilton in merito alla costruzione del faro di Capo Henry.
Hamilton incaricò del progetto un muratore e architetto di New York di nome John McComb. Si trattava del primo incarico importante di McComb, che negli anni seguenti avrebbe lavorato al progetto di altri edifici di rilievo del Paese, come il Municipio di New York, Castle Clinton, Gracie Mansion o l'Hamilton Grange National Memorial. Il contratto, del valore di 15 200 dollari, prevedeva la costruzione di un faro in pietra, di una casa a due piani per il custode e di un magazzino per conservare l'olio per la lampada. I lavori risultarono più difficili del previsto, soprattutto per il fatto che la torre si trova in cima a una duna sabbiosa, e fu necessario porre le fondazioni a sei metri di profondità anziché ai quattro inizialmente previsti. Per questo motivo furono necessari ulteriori 2 500 dollari per completare il progetto. John McComb terminò i lavori a ottobre 1792, come aveva preventivato, e il faro fu subito messo in funzione.
Intorno alla metà del XIX secolo il faro fu oggetto di alcuni interventi di ammodernamento, con la sostituzione della vecchia lampada con un sistema di diciotto nuove lampade dotate di bruciatori in ottone e riflettori e la costruzione di un muro intorno alla base della torre. Nel 1855 fu aggiunta una campana da nebbia e nel 1857 i muri della torre furono rivestiti in mattoni e venne installata una nuova lampada con una lente di Fresnel del secondo ordine.
Durante la guerra di secessione americana il faro non fu in funzione per due anni: nell'aprile 1861 i confederati raggiunsero la torre e distrussero la lampada e le lenti, probabilmente per rendere più difficile agli unionisti l'accesso alla baia di Chesapeake. Le forze dell'Unione riconquistarono e rimisero in funzione il faro nel 1863, lasciandovi di guardia una guarnigione militare.
Nel 1872 un ispettore notò la presenza di alcune fessurazioni su sei degli otto lati della torre. Le spaccature su due dei lati apparvero particolarmente serie, estendendosi dalla base alla cima della torre, tanto che l'ispettore suggerì la costruzione di un nuovo faro perché quello esistente sarebbe potuto crollare se fosse stato investito da una tempesta. Sei anni più tardi vennero stanziati 75 000 dollari per la costruzione di una nuova torre a circa cento metri di distanza, e il nuovo faro entrò in funzione il 15 dicembre 1881.

#### Conservazione

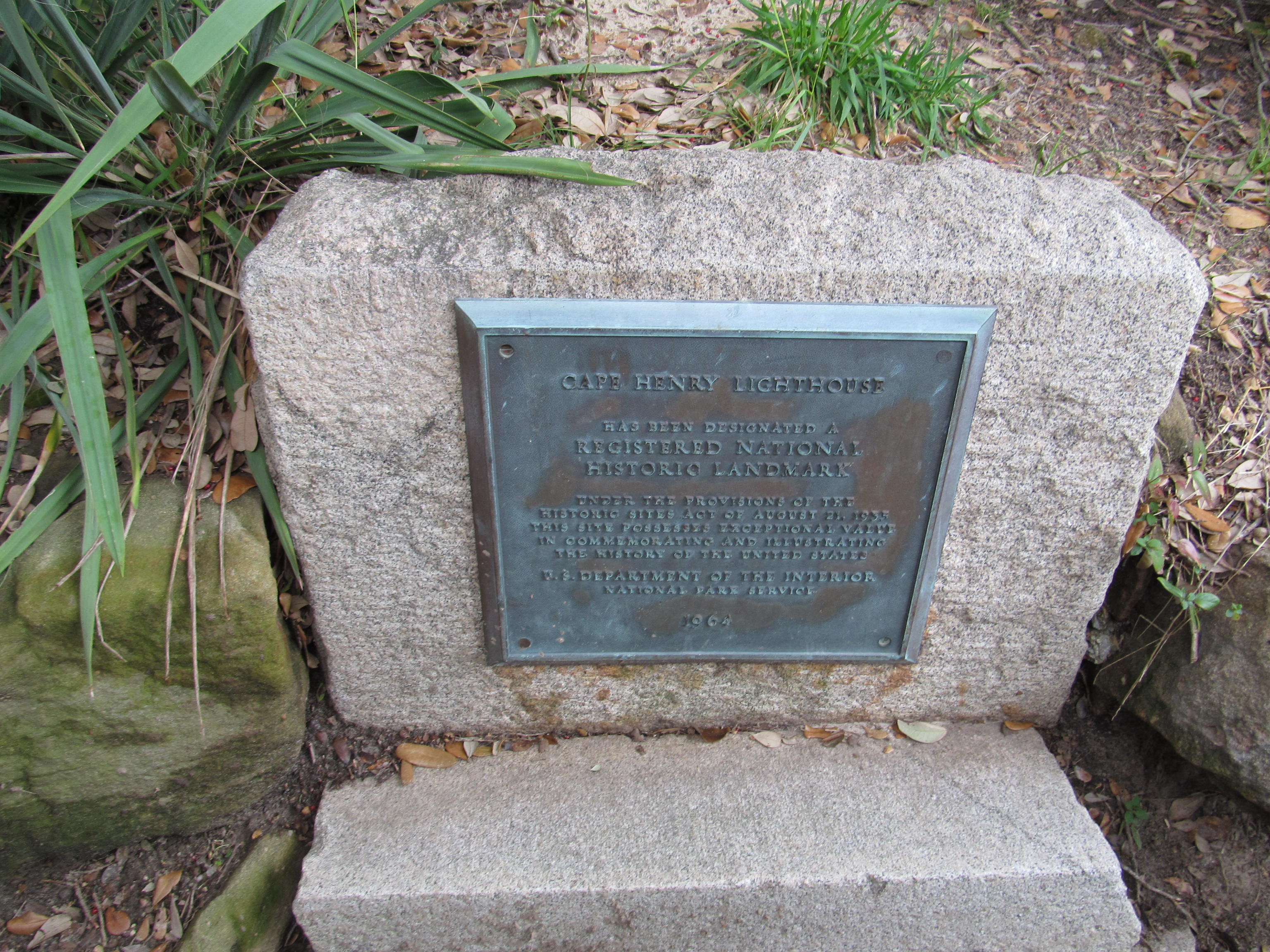
La targa che ricorda l'inserimento del faro tra i National Historic Landmark

Per la sua importanza storica il vecchio faro non più in funzione non venne abbattuto, continuando a essere un punto di riferimento per le navi durante la navigazione diurna. Nel 1896 l'Association for the Preservation of Virginia Antiquities (APVA) pose ai piedi della torre una targa che indicava il luogo come il punto in cui i primi coloni sbarcarono in Virginia nel 1607. Nel 1930 il Congresso cedette il faro e 1,77 acri (0,72 ha) di terreno all'APVA affinché l'associazione preservasse la struttura e la rendesse accessibile ai visitatori. Il 29 gennaio 1964 il faro è stato inserito nella lista dei National Historic Landmark con numero di riferimento 66000910, e nel 2002 è stato riconosciuto come National Historic Civil Engineering Landmark dall'American Society of Civil Engineers. Il faro è aperto al pubblico.
A partire dall'autunno 2018 il faro è stato chiuso alcuni mesi per permettere nuovi lavori di consolidamento delle fondazioni. Il progetto, del costo complessivo di 1,1 milioni di dollari, è stato finanziato per 845 000 dollari con fondi federali e per la restante cifra dall'Association for the Preservation of Virginia Antiquities e dalla città di Virginia Beach. Esso ha comportato in particolare l'innalzamento della duna di sabbia in modo da coprire le fondazioni in pietra arenaria della torre rimaste scoperte a causa dell'erosione, la realizzazione intorno a essa di una piccola piazza pedonale in cemento rivestita in mattoni per scongiurare future erosioni e la costruzione di una nuova scala di accesso alla piazza pedonale. Il faro è stato riaperto alle visite nel maggio 2019.

### Il faro del 1881

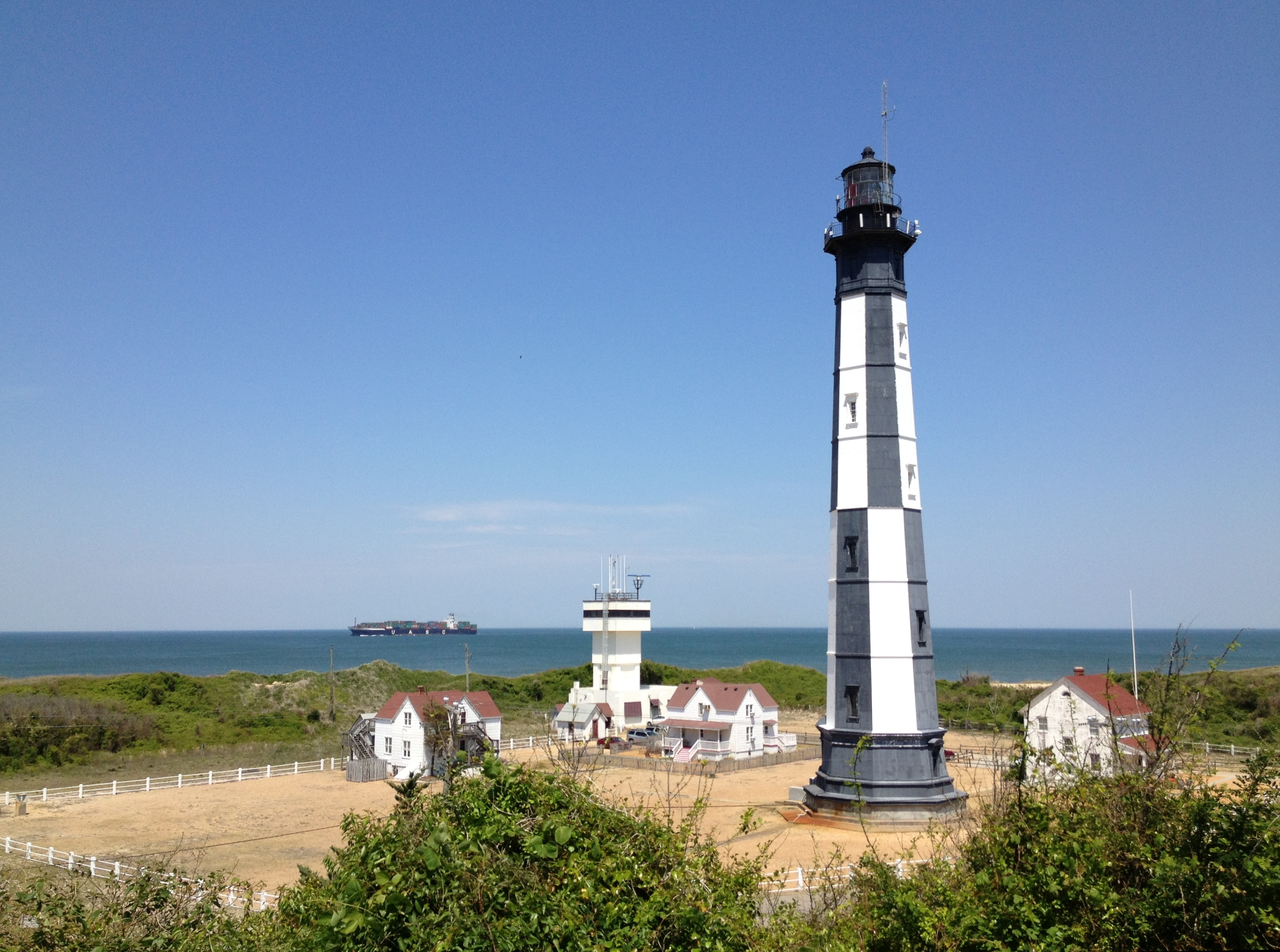
Il nuovo faro e gli edifici che lo circondano

Nonostante i primi avvertimenti sul pericolo di crollo del vecchio faro risalissero al 1872, il Congresso approvò il finanziamento di 7 500 dollari per la costruzione di una nuova struttura solo nel 1878. L'anno seguente venne approvato il progetto, che prevedeva una struttura in pannelli di ghisa alta quasi cinquanta metri. Si trattava di un'opera impegnativa dal momento che sarebbe stato il faro chiuso in ghisa più alto del paese, e il Congresso stanziò altri 25 000 dollari affinché la costruzione non subisse rallentamenti. Una fotografia del 1880 mostra la sezione di base della torre già costruita e diverso materiale da costruzione sparso per terra intorno a essa.
Il 15 dicembre 1881 il nuovo faro venne inaugurato e subito messo in funzione, mentre il vecchio faro venne dismesso, continuando però a rappresentare un punto di riferimento per la navigazione diurna. La nuova lanterna, equipaggiata con una lente di Fresnel di primo ordine, aveva una altezza focale di circa cinquanta metri e poteva essere vista a quasi diciannove miglia di distanza. Ancora prima del completamento della torre era stato realizzato un edificio in mattoni per ospitare il corno da nebbia.
Nel corso del XX secolo il farò subì diversi interventi di modernizzazione: nel 1912 l'iniziale lampada a petrolio venne sostituita da una lampada a incandescenza a vapori d'olio, e nel 1922 la stazione venne elettrificata. Il 1º giugno 1923 venne installato un radiofaro, rendendo la struttura uno dei primi fari statunitensi a utilizzare tale tecnologia. Nel 1929, dopo che un oscillatore elettrico permise di sincronizzare i segnali del radiofaro e del corno da nebbia, alcuni esperimenti confermarono che in caso di nebbia, valutando lo sfasamento temporale del segnale del radiofaro e del corno da nebbia, una nave era in grado di stabilire la propria distanza dal faro con sufficiente precisione.
Il faro è stato completamente automatizzato nel 1984. Negli anni successivi la guardia costiera ha valutato la possibilità di smantellare il faro e sostituirlo con una struttura aperta su cui installare la lanterna esistente, in modo da ridurre gli onerosi costi di manutenzione della torre, ma il comandante del quinto distretto della guardia costiera optò per mantenere la struttura esistente, sia per conservarne l'aspetto storico sia perché una struttura scheletrica sarebbe stata meno visibile come punto di riferimento diurno.

## Descrizione

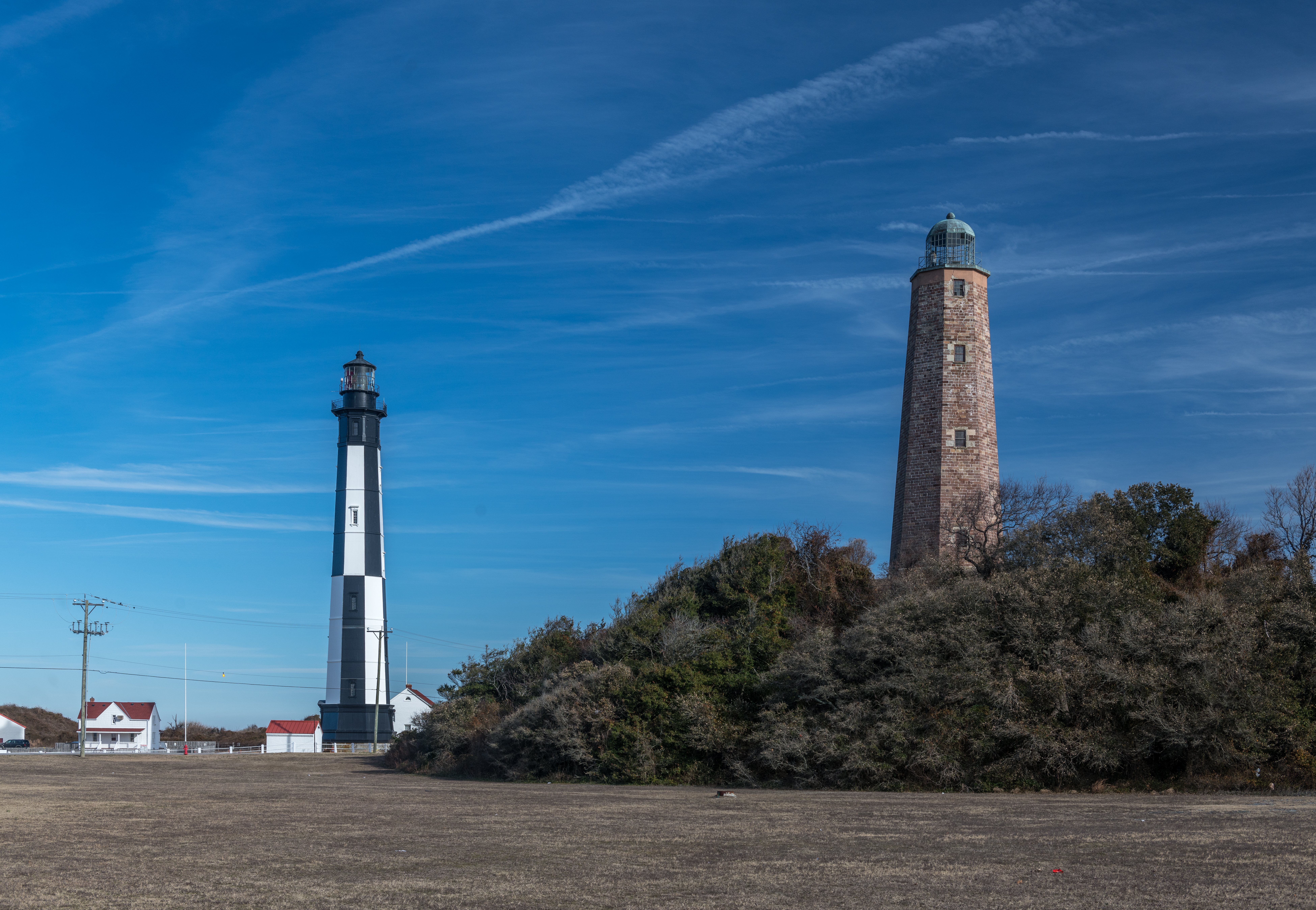
I due fari

Entrambi i fari si trovano all'estremità di Capo Henry, nel territorio della città indipendente di Virginia Beach, all'interno della base della marina militare statunitense Joint Expeditionary Base Fort Story.

### Il vecchio faro

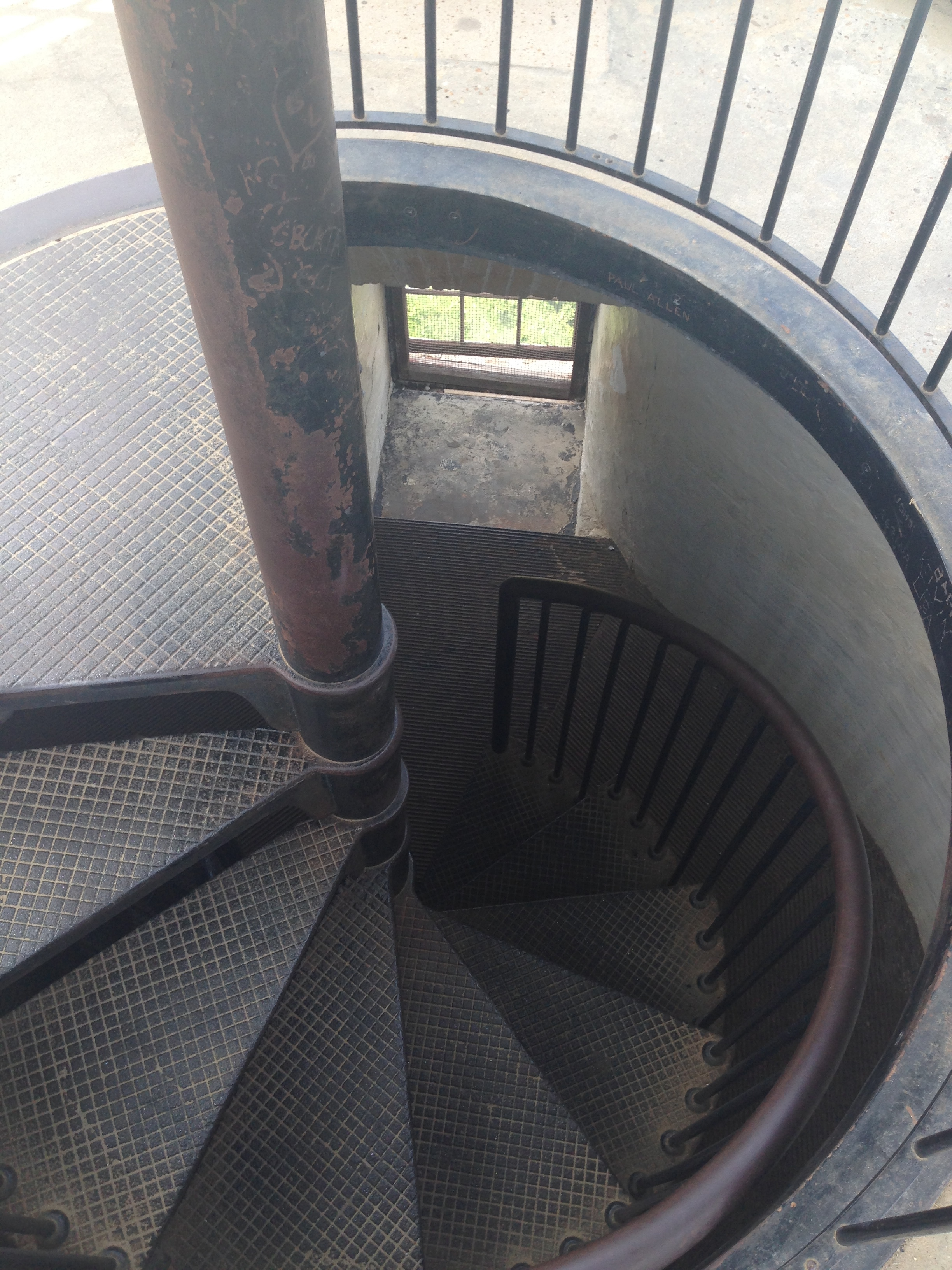
La scala a chiocciola all'interno del vecchio faro

Quando l'ingegnere americano di origini britanniche Benjamin Latrobe visitò il faro nel 1798, sei anni dopo la sua costruzione, lo descrisse come "un tronco di piramide ottagonale, che si innalza per 90 piedi, situato a seicento - settecento iarde dalla spiaggia". Il vecchio faro è costituito da una torre ottagonale in muratura, realizzata con pietra arenaria rosata di Rappahannock rivestita in mattoni, di circa 27 metri di altezza. Alla base presenta un diametro di circa otto metri, con muri dello spessore di 1,8 metri. La torre rastrema salendo verso l'alto, dove la sommità ha un diametro di poco meno di cinque metri.
Su uno dei lati della torre si aprono quattro finestre rettangolari che permettono l'illuminazione dell'interno e sulla sommità si trova la struttura metallica, anch'essa di forma ottagonale, che un tempo ospitava la luce del faro. La lanterna è stata ricostruita in rame e bronzo dopo che la precedente era stata danneggiata dall'uragano Barbara nel 1953. Ogni faccia della lanterna è composta da una finestra all'inglese di quattro per sei pannelli.
Nei suoi appunti Latrobe evidenziò anche due difetti della struttura: il fatto che l'olio di cui era imbevuta la scala interna in legno della torre la rendesse facilmente infiammabile, con il rischio di seri danni alla struttura in caso di incendio, e il fatto che il faro era situato in cima a una duna sabbiosa di una quindicina di metri e il vento che turbinava alla base della torre, smuovendo la sabbia, rendeva molto difficili le condizioni abitative del custode. Nel 1864 un ispettore confermò le preoccupazioni di Latrobe sul pericolo di incendio e l'originale scala in legno, divenuta nel frattempo pericolante, venne sostituita da una scala a chiocciola in metallo, tuttora presente.

### Il nuovo faro

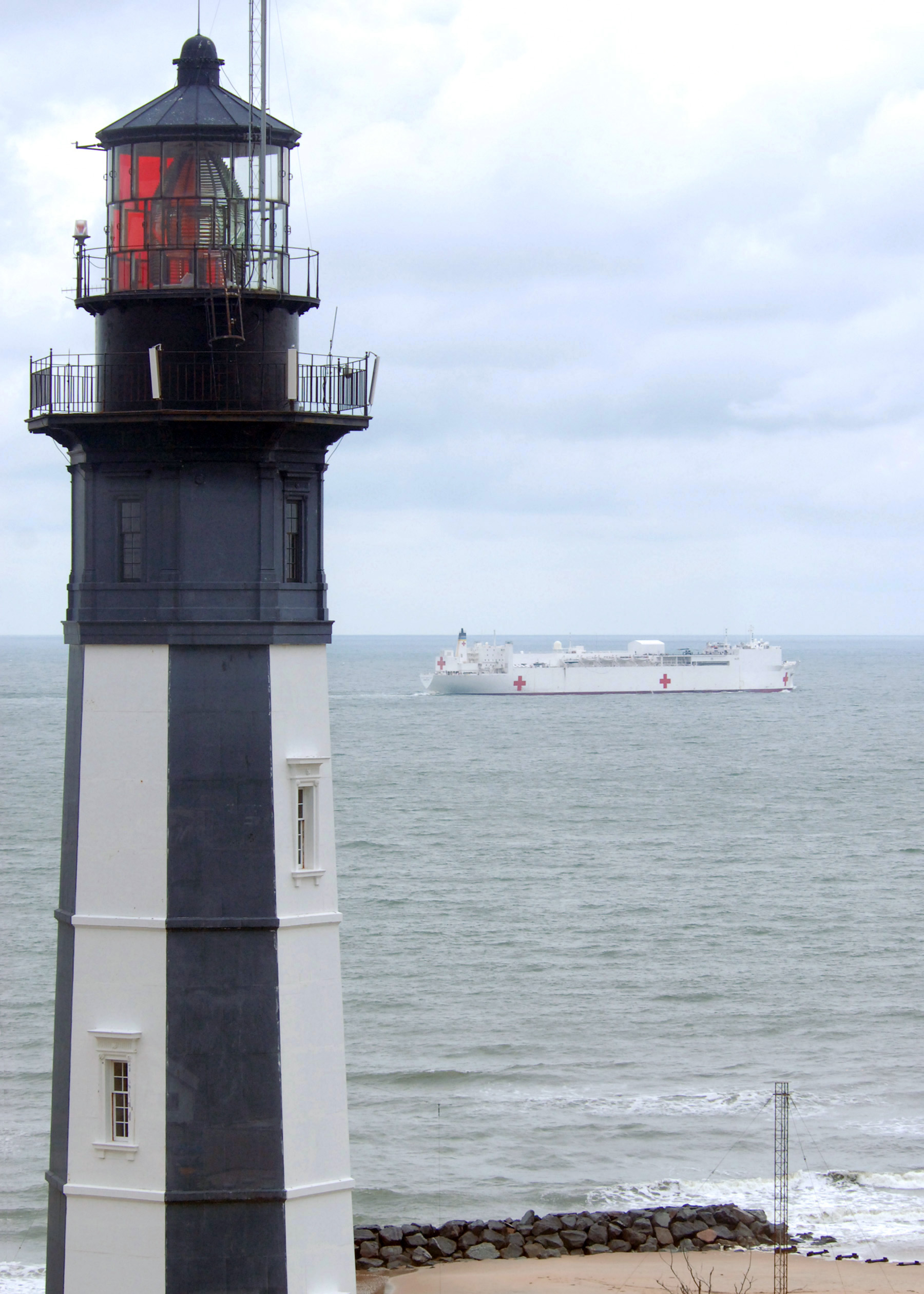
Dettaglio della sommità del nuovo faro

Il nuovo faro, entrato in funzione nel 1881, è caratterizzato da una torre ottagonale in ghisa alta cinquanta metri, colorata con bande bianche e nere, ed è situato circa cento metri a nord est della torre più vecchia. Benché sia notevolmente più alto del vecchio faro, la posizione sopraelevata della struttura di fine Settecento, posta in cima a una duna sabbiosa, fa sì che le due torri sembrino differire di soli pochi metri.
La struttura esterna è composta da pannelli in ghisa imbullonati tra loro, che poggiano su una fondazione in granito. Lo spessore dei pannelli varia tra i circa 3,8 centimetri di quelli più in basso agli 1,3 centimetri di quelli posti vicino alla sommità, per un peso complessivo di 770 tonnellate di materiale metallico, comprese oltre tre tonnellate di bulloni per i collegamenti tra i pannelli. I pannelli in ghisa sono verniciati con un motivo a scacchiera bianco e nero, che rende il faro facilmente distinguibile dai vicini fari di Capo Charles (con una struttura aperta verniciata di bianco) e di Currituck Beach (in muratura a vista).
La fondazione in pietra della torre ha un diametro di 10,7 metri mentre il diametro della torre in ghisa si restringe salendo verso l'alto, passando dai 7,2 metri della base ai 4,9 metri della sommità. All'interno della torre si trova una scala a chiocciola in metallo di 180 scalini che conduce a un locale di servizio posto subito al di sotto della lanterna. Da lì una seconda scala di 27 scalini porta alla stanza di osservazione e alla lanterna.
La luce, automatizzata nel 1984, ha una altezza focale di cinquanta metri, è caratterizzata da tre lampi (due brevi e uno lungo) ogni venti secondi ed è equipaggiata con una lente di Fresnel del primo ordine. Ha una portata di diciannove miglia nautiche. La porzione della lanterna in corrispondenza di alcuni pericolosi banchi di sabbia è colorata di rosso. Alla base della torre si trovano tre case a due piani, un tempo utilizzate dal custode e dai suoi assistenti. Insieme a esse erano stati realizzati anche un deposito in mattoni per conservare il cherosene con una capienza di 500 galloni e alcune strutture a servizio del corno da nebbia.
Il faro è completamente automatizzato e gestito dalla guardia costiera degli Stati Uniti e non è visitabile.